# مانيشا جوشي
مانيشا جوشي (بالإنجليزية: Manisha Joshi)‏ (6 أبريل 1971 في الهند)؛ كاتِبة، صحفية وشاعرة هندية-أمريكية.